# Sit bałtycki
Sit bałtycki (Juncus balticus Willd.) – gatunek rośliny z rodziny sitowatych. Występuje w Europie, Ameryce Północnej i Południowej.
W Polsce jest gatunkiem rzadkim; rośnie tylko na wybrzeżu Bałtyku.

## Morfologia
ŁodygaGładka, sztywna, o przerywanym rdzeniu, o wysokości 25–70 cm.
LiściePochwy liściowe brunatnożółte, lśniące. Liście obłe, szydlaste, sitowate, podobne do łodygi.
KwiatyO długości 3–5 mm, zebrane w dużą, luźną, 7–20-kwiatową rozrzutkę. Działki okwiatu jednakowe, ostre, brunatne, z zielonym paskiem na grzbiecie i białym brzegiem, krótsze od torebki. Podsadka długa, obła, stanowiąca jakby pozorne przedłużenie łodygi. Sześć pręcików.
OwocJajowata torebka z ząbkiem na szczycie.

## Biologia i ekologia
Bylina, hemikryptofit lub geofit. Kwitnie od czerwca do sierpnia. Rośnie na słonych łąkach i piaskach nadmorskich. Liczba chromosomów 2n = 80, 84.

## Zagrożenia i ochrona
Roślina umieszczona na polskiej czerwonej liście w kategorii VU (narażony). Znajduje się także w czerwonej księdze gatunków zagrożonych w kategorii LC (najmniejszej troski).